# Голди Хоун
Голди Джийн Хоун (на английски: Goldie Jeanne Hawn) е американска актриса, режисьор и продуцент, носителка на „Оскар“ с кинодебюта си „Цветът на Кактуса“. 

## Биография
Тя е партньор на Кърт Ръсел и майка на актьорите Оливър Хъдсън и Кейт Хъдсън. Става популярна през 1960-те, 1970-те и 1980-те години най-вече като комедийна актриса. Тя е дъщеря на еврейка, но изповядва будизъм. През 1980 г. получава номинация за Оскар за най-добра женска роля за филма си „Редник Бенджамин“, но този път не печели.

## Избрана филмография
| Година | Филм                  | Оригинално заглавие      | Роля                        | Режисьор          |
| ------ | --------------------- | ------------------------ | --------------------------- | ----------------- |
| 1969   | Цветът на Кактуса     | Cactus Flower            | Тони Симънс                 | Джийн Сакс        |
| 1974   | Шугърланд Експрес     | The Sugarland Express    | Лу Джин Поплин              | Стивън Спилбърг   |
| 1974   | Момичето от Петровка  | The Girl from Petrovka   | Октябрина                   | Робърт Елис Милър |
| 1975   | Шампоан               | Shampoo                  | Джил                        | Хал Ашби          |
| 1979   | Пътуване с Анита      | Viaggio con Anita        | Анита                       | Марио Моничели    |
| 1984   | Протокол              | Protocol                 | Сани Дейвис                 | Хърбърт Рос       |
| 1987   | Зад борда             | Overboard                | Джоана Стейтон / Ани Профит | Гари Маршал       |
| 1990   | Птица върху жица      | Bird on a Wire           | Мериън Грейвс               | Джон Бедем        |
| 1991   | Измамени              | Deceived                 | Едриън Сондърс              | Деймиън Харис     |
| 1992   | Смъртта ѝ прилича     | Death Becomes Her        | Хелен Шарп                  | Робърт Земекис    |
| 1992   | Лъжовна съпруга       | HouseSitter              | Гуен Филипс                 | Франк Оз          |
| 1996   | Клуб „Първа съпруга“  | The First Wives Club     | Елиз Елиът                  | Хю Уилсън         |
| 1996   | Всеки казва обичам те | Everyone Says I Love You | Стефи Денбридж              | Уди Алън          |
| 1999   | Провинциалистите      | The Out-of-Towners       | Нанси Кларк                 | Сам Уайзмън       |
| 2002   | Рок завинаги          | The Banger Sisters       | Сюзет                       | Боб Долмън        |